# Agathosma distans
Agathosma distans är en vinruteväxtart som beskrevs av Neville Stuart Pillans. Agathosma distans ingår i släktet Agathosma och familjen vinruteväxter. Inga underarter finns listade i Catalogue of Life.